# Zamach w Kuwejcie
Zamach w Kuwejcie – atak terrorystyczny, który miał miejsce 26 czerwca 2015 roku w szyickim meczecie w Kuwejcie. W zamachu zginęło 27 osób, a 227 zostało rannych.

## Atak
26 czerwca 2015, według relacji świadków w czasie modlitw ok. 20-letni mężczyzna zdetonował ładunki wybuchowe wysadzając się w powietrze. W wybuchu zniszczeniu uległy sufit świątyni i ściany. Odpowiedzialność za zamach wzięło na siebie Państwo Islamskie z organizacji Prowincji Nadżd.

## Ofiary
Wśród ofiar znajdują się obywatele: Kuwejtu, Iranu, Indii, Arabii Saudyjskiej oraz Pakistanu.
| Kraj             | Liczba zabitych |
| ---------------- | --------------- |
| Kuwejt           | 18              |
| Iran             | 3               |
| Indie            | 2               |
| Arabia Saudyjska | 1               |
| Pakistan         | 1               |
| Brak danych      | 2               |
| Razem            | 27              |

## Inne ataki terrorystyczne
W tym samym dniu doszło do dwóch innych ataków terrorystycznych: w Tunezji oraz we Francji. Niemniej według Departamentu Stanu USA zamachy te nie były ze sobą skoordynowane.